# 浯溪摩崖石刻
浯溪摩崖石刻，位于湘江西岸与浯溪交汇处，距湖南省祁阳市城西约2公里。第三批全国重点文物保护单位，第一批古代名碑名刻文物，湖南省省级爱国主义教育基地。江边崖岸上刻有书画诗文词题486处。自唐以来三百多位著名人物在此题词刻诗，有元结、颜真卿、皇甫湜、黄庭坚、秦观、李清照、米芾、范成大、沈周、顾炎武等。

## 景观
- 浯溪“三绝”：文奇、字奇、岩绝
- 浯溪一奇：镜石
- 浯溪八景：浯溪漱玉、镜石含晖、浯亭六厌、摩崖三绝、晤台晴旭、窊尊夜月、香桥野色、书院秋声
- 浯溪碑林：位于祁阳市城南2公里处，依傍湘江，北临湘桂铁路，东靠湘粤国道。公元763年，唐代著名散文家、诗人元结出任道州刺史时，乘舟逆湘江而上，路过此地，爱其胜异，将溪命名“吾溪”（意为：“唯吾独有”），自造“浯”字，命名为“浯溪”，撰《浯溪铭》，浯溪从此得名。

## 保护
近些年来，受气候、人文等因素影响，一些碑刻字迹已很难辨别清楚。
国家出台了一系列关于文物保护的文件《湖南省历史文化和文物保护国土空间专项规划》、《关于加强文物保护利用改革的若干意见》、《湖南省文物事业发展“十四五”规划》、湖南省永州市检察机关督促保护永州摩崖石刻群行政公益诉讼案等。
2023年，湖南省实施文物保护利用“六大工程”。2024年，由湖南省委宣传部牵头，马栏山文化数字化创新中心联合祁阳浯溪碑林管理处、知了青年团队参与的“浯溪碑林数字展示与传播项目”正式启动。借助“文化+科技”，湖南开始对浯溪碑林实施抢救性数字修复行动，让逐渐消失的文字重见天日。
2024年12月6日，全球首个专注于摩崖石刻的专题数字体验馆——祁阳浯溪摩崖石刻数字博物馆正式开馆。该馆集展示、体验、研学于一体，利用互动屏幕、全息投影等数字技术，全景展示浯溪摩崖石刻碑文数字修复成果。次日下午，“浯溪摩崖石刻学术交流会”在湖南祁阳成功举办，来自书法、雕刻、科技、碑刻林博物研究、文博考古、数字文化等领域的专家学者齐聚祁阳，深入探讨祁阳摩崖石刻中的历史、文化、艺术以及与时俱进的数字化保护。